# Thalassema liliae
Thalassema liliae är en djurart som tillhör fylumet skedmaskar, och som beskrevs av Schaeffer, Y. 1973. Thalassema liliae ingår i släktet Thalassema och familjen Echiuridae. Inga underarter finns listade i Catalogue of Life.